# Fågelvintjärnen (Malå socken, Lappland)
Fågelvintjärnen är en sjö i Malå kommun i Lappland och ingår i Skellefteälvens huvudavrinningsområde.